# Kuźmyn (przystanek kolejowy)
Kuźmyn (ukr. Кузьмин) – przystanek kolejowy w pobliżu miejscowości Kuźmyn, w rejonie chmielnickim, w obwodzie chmielnickim, na Ukrainie. Położony jest na linii Szepetówka – Chmielnicki.